# ترانس‌امریکا
ترانس‌امریکا (انگلیسی: Transamerica) شرکت خدمات مالی آمریکایی است، که در سال ۱۹۲۸ توسط آمادئو جیانینی تأسیس شد.